# Настоящие танагры
Настоящие танагры (лат. Tangara) — самый многочисленный по количеству видов род из семейства танагровых (Thraupidae).
Многие виды танагров обитают в густой лесной чаще, лишь немногие виды обитают в более открытых участках.
Самка строит хорошо скрытое гнездо, в которое она откладывает сиренево-белые или коричневые в крапинку яйца.

## Виды
В состав рода включают 28 видов:
Русские названия по словарю Бёме и Флинта:
- Tangara vassorii (Boissonneau, 1840) — Сине-чёрная танагра
- Tangara nigroviridis (Lafresnaye, 1843) — Берилловая танагра
- Tangara dowii (Salvin, 1863) — Пятнистая танагра
- Tangara fucosa Nelson, 1912
- Tangara cyanotis (Sclater, 1858) — Синебровая танагра
- Tangara labradorides (Boissonneau, 1840) — Металлическая танагра
- Tangara rufigenis (Sclater, 1857) — Краснощёкая танагра
- Tangara gyrola (Linnaeus, 1758) — Зелёная танагра
- Tangara lavinia (Cassin, 1858) — Золотокрылая танагра
- Tangara chrysotis (Du Bus, 1846) — Золотоухая танагра
- Tangara xanthocephala (von Tschudi, 1844) — Желтоголовая танагра
- Tangara parzudakii (Lafresnaye, 1843) — Огненнолобая танагра
- Tangara arthus Lesson, 1831 — Золотая танагра
- Tangara florida (Sclater & Salvin, 1869) — Изумрудная танагра
- Tangara icterocephala (Bonaparte, 1851) — Серебряногорлая танагра
- Tangara johannae (Dalmas, 1900) — Синебородая танагра
- Tangara schrankii (von Spix, 1825) — Золотогрудая танагра
- Tangara inornata (Gould, 1855) — Серая танагра
- Tangara mexicana (Linnaeus, 1766) — Бирюзовая танагра
- Tangara chilensis (Vigors, 1832) — Райская танагра
- Tangara callophrys (Cabanis, 1849) — Опаловая танагра
- Tangara velia (Linnaeus, 1758) — Краснобрюхая танагра
- Tangara cyanocephala (Statius Muller, 1776) — Синешапочная танагра
- Tangara cyanoventris (Vieillot, 1819) — Синегрудая танагра
- Tangara desmaresti (Vieillot, 1819) — Оранжевогрудая танагра
- Tangara fastuosa (Lesson, 1832) — Семицветная танагра
- Tangara seledon (Statius Muller, 1776) — Зеленоголовая танагра